# David Pugh
David Pugh (Sligo, 9 luglio 1943) è un allenatore di calcio ed ex calciatore irlandese, di ruolo centrocampista.

## Carriera

### Calciatore
Il suo nome è legato allo Sligo Rovers, con cui disputò undici stagioni fra il 1963 e il 1977, totalizzando 308 presenze in League of Ireland e vincendo, nella sua ultima stagione da calciatore, la League of Ireland. Tra il 1967 e il 1969 militò nello Shamrock Rovers, con cui vinse l'edizione 1968-69 della FAI Cup.
Nell'estate 1967 con lo Shamrock Rovers disputò il campionato nordamericano organizzato dalla United Soccer Association: accadde infatti che tale campionato fu disputato da formazioni europee e sudamericane per conto delle franchigie ufficialmente iscritte al campionato, che per ragioni di tempo non avevano potuto allestire le proprie squadre. Lo Shamrock rappresentò i Boston Rovers, e chiuse al sesto ed ultimo posto della Eastern Division, non qualificandosi per la finale (vinta dai Los Angeles Wolves, rappresentati dai Wolverhampton).. L'anno dopo ritornò a Boston  per giocare nuovamente nella franchigia locale, rinominatasi Boston Beacons, con partecipò alla prima edizione della NASL.
Si ritirò dal calcio giocato a causa di alcuni infortuni pregressi che, nell'ultima parte della sua carriera, ne avevano pregiudicato il rendimento.

### Dopo il ritiro
Già nominato allenatore ad interim prima dell'assunzione di Billy Sinclair nel 1974, dopo il ritiro Pugh ottenne il medesimo incarico durante le stagioni 1988-89 (in cui non andò oltre l'ultimo posto in seconda divisione) e 1999-00 (affiancando Jim McInally alla guida tecnica della squadra).

## Palmarès
- League of Ireland: 1

Sligo Rovers: 1976-77
- FAI Cup: 1

Shamrock Rovers: 1968-69